# Hidryta fuciventris
Hidryta fuciventris är en stekelart som först beskrevs av Thomson 1873.  Hidryta fuciventris ingår i släktet Hidryta, och familjen brokparasitsteklar. Arten är reproducerande i Sverige.